# Вучитрн (община)
Вучитрн (серб. Вучитрн, алб. Vushtrrisë) — община в Косово, входит в округ Косовско-Митровицкий округ.
Занимаемая площадь — 353 км².
Административный центр общины — город Вучитрн. Община Вучитрн состоит из 67 населённых пунктов, средняя площадь населённого пункта — 5,3 км².

## История
Центр общины — старинный сербский город Вучитрн — вырос на руинах римского Витианума (лат. Vitianum). Успешному развитию края способствовал проходивший через город Вучитрн караванный путь, связующий Дубровницкую республику со Скопье (через Косовскую Митровицу и Приштину). Основание города Вучитрна народное предание связывает с балканским кланом Войновичей (Војиновићи).

После судьбоносной битвы на Косово 1389 года началось турецкое завоевание региона. Вучитрн был захвачен турками в период 1439—1455 гг. Под Турецким игом начался процесс албанизации Вучитрна. 
В 1689 году партизанские отряды (четы) косовских сербов, принявшие (по призыву патриарха Арсения Черноевича) деятельное участие в последнем Великом Крестовом походе, - вынуждены были навсегда покинуть родимый край. Кайзер Леопольд I расселил своих балканских союзников в различных комитатах Венгрии. (...) В войнах и пожарах пустели сербские сёла, особенно на юге страны, жители эмигрировали в Венгрию, Хорватию, Валахию, Молдавию, Украину, - а на их место перебирались албанские фисы (кланы), вступившие в союз с турками. Таким-то образом перекраивалась этническая карта...
 — пишет К. Э. Козубский. Новые пришельцы быстро освоились — и стали считать эту землю своей...
В 1873 году в Вучитрне родился албанец Хасан Бериша (Hasan Berisha), вошедший в историю как Хасан Приштина (Hasan Prishtina), один из лидеров Албанского национального движения.
В 1954 году в Вучитрне родился албанец Рахим Адеми, сделавший карьеру в Хорватской армии.
2 мая 1999 года в общине Вучитрн сербскими полицейскими и военными было убито свыше 100 косовских албанцев из числа местных беженцев.

## Население
102 662 человека (2005)
- 98 000 (95.4 %) — албанцы
- 4 137 (4.0 %) — сербы
- 125 (0.1 %) — цыгане
- 400 (0.4 %) — другие